# Ammophila meridionalis
Ammophila meridionalis är en biart som beskrevs av Kazenas 1980. Ammophila meridionalis ingår i släktet Ammophila och familjen grävsteklar. Inga underarter finns listade i Catalogue of Life.